# TMEM189
TMEM189 (англ. Transmembrane protein 189) – білок, який кодується однойменним геном, розташованим у людей на довгому плечі 20-ї хромосоми. Довжина поліпептидного ланцюга білка становить 270 амінокислот, а молекулярна маса — 31 135.
| 10         |  | 20         |  | 30         |  | 40         |  | 50         |
| ---------- |  | ---------- |  | ---------- |  | ---------- |  | ---------- |
| MAGAENWPGQ |  | QLELDEDEAS |  | CCRWGAQHAG |  | ARELAALYSP |  | GKRLQEWCSV |
| ILCFSLIAHN |  | LVHLLLLARW |  | EDTPLVILGV |  | VAGALIADFL |  | SGLVHWGADT |
| WGSVELPIVG |  | KAFIRPFREH |  | HIDPTAITRH |  | DFIETNGDNC |  | LVTLLPLLNM |
| AYKFRTHSPE |  | ALEQLYPWEC |  | FVFCLIIFGT |  | FTNQIHKWSH |  | TYFGLPRWVT |
| LLQDWHVILP |  | RKHHRIHHVS |  | PHETYFCITT |  | GWLNYPLEKI |  | GFWRRLEDLI |
| QGLTGEKPRA |  | DDMKWAQKIK |  |            |  |            |  |            |

A: Аланін

C: Цистеїн

D: Аспарагінова кислота

E: Глутамінова кислота

F: Фенілаланін

G: Гліцин

H: Гістидин

I: Ізолейцин

K: Лізин

L: Лейцин

M: Метіонін

N: Аспарагін

P: Пролін

Q: Глутамін

R: Аргінін

S: Серин

T: Треонін

V: Валін

W: Триптофан

Задіяний у такому біологічному процесі, як альтернативний сплайсинг. 
Локалізований у мембрані, ендоплазматичному ретикулумі.